# Maitén Montenegro
María Teresa del Carmen Vásquez Leighton (6 de septiembre de 1948), más conocida como Maitén Montenegro, es una bailarina, cantante y comediante chilena. Es considerada la primera showoman de Chile. Fue una de las fundadoras del programa Jappening con ja.

## Biografía
Hija del actor Raúl Montenegro, desde muy pequeña vivió una vida itinerante y artística, recorriendo junto a sus padres, varios países de América Latina. A los 10 años tuvo que abandonar el colegio debido a los constantes viajes de su padre, fue en ese entonces que empezó a incursionar en el canto como un medio para ganarse la vida. Años más tarde, ella y su madre volvieron a Chile mientras que su padre Raúl decidió quedarse en Venezuela.

## Carrera artística
Maitén actuó en novelas y series de televisión fuera de Chile. Su debut profesional lo tuvo a los 13 años, cuando cantó “No tengo edad para amarte”, en el programa de televisión El tejado musical. Con el paso del tiempo, Montenegro conocería a dos artistas relevantes en su qué hacer: Jorge Rebel y Pepe Gallinato. Junto a ellos formó el exitoso y recordado “Maijope Show”, una propuesta que revolucionó el ambiente artístico en 1967, debido a su innovación en los musicales de televisión. Contó con coreografías inspiradas en shows extranjeros, músicos en vivo, y una puesta en escena que permitió crear finalmente, un estilo original, seguido por varios artistas nacionales. Es en ese entonces donde emerge la figura de Showoman en Maitén.
Fue productora, guionista, conductora de televisión, con su propio programa en Canal 9 Maitén 71 y Maitén 72 y montajista de un show que la llevaría a recorrer América Latina, bajo el nombre de Maitén Montenegro y su Grupo Móvil. Este proyecto resultó ser todo un éxito que fue llevado a otros países como Colombia y Venezuela. Sin embargo, el Golpe de Estado en Chile de 1973 cambiarán sus planes y al año siguiente vuelve a su país para presentarse en revistas como Bim bam bum y en programas de televisión como Sábados gigantes, además de estrenar su único éxito musical en disco, "Canción para una esposa triste" (1972).
En 1978  participa con gran éxito del programa humorístico de televisión nacional de Chile "Jappening con ja" donde se da a conocer al público masivo.
En 2018, es contratada por TVN como jurado de la anunciada nueva temporada del programa buscatalentos Rojo de Televisión Nacional de Chile junto a Neilas Katinas y Consuelo Schuster, siendo además la presidenta del jurado.
A principios de 2019 Maitén fue llamada nuevamente para presidir nuevamente el jurado de la tercera temporada de Rojo, pero esta vez acompañada por Natalino y Neilas Katinas. Seguiría en la cuarta temporada, llamada Gran Rojo.